# Пономарёв, Василий Павлович
Василий Павлович Пономарёв (род. 13 марта 2002, Москва) — российский хоккеист, нападающий клуба КХЛ «Авангард».

## Клубная карьера
Начал заниматься хоккеем в 2009 году в школе зеленоградской «Орбиты», в 2012 году переехал в Санкт-Петербург, где начал выступать в составе школы «Бульдоги», а в 2015 году вернулся в «Орбиту». В 2017 году перешёл в «Крылья Советов», где начал выступать в МХЛ. В дебютном сезоне в МХЛ провёл 37 матчей, в которых набрал 29 (9+20) очков. В июле 2019 года отказался подписывать предложенный «Крыльями» новый контракт, решив продолжить карьеру за океаном в клубе главной юниорской лиги Квебека «Шавиниган Катарактс». Причиной переезда за океан Пономарёв назвал то, что не получилось найти клуб в России.
3 сентября 2019 года подписал контракт с клубом «Шавиниган Катарактез». 8 октября 2020 года был выбран во 2-м раунде под общим 53-м номером клубом «Каролина Харрикейнз» на драфте НХЛ 2020 году. 13 октября 2020 года заключил трёхлетний контракт новичка с «Каролиной». В составе «Шавинигана» форвард выступал два сезона и был ассистентом капитана, в общей сложности провёл 95 матчей, в которых набрал 91 (31+60) очко.
9 июня 2021 года вернулся в Россию, подписав двусторонний контракт на один сезон c московским «Спартаком». 2 сентября 2021 года дебютировал в КХЛ в матче против «Адмирала» (4:1) проведя на площадке семь минут и 52 секунды. Свою первую шайбу в КХЛ забросил 20 ноября 2021 года в матче против «Йокерита» (4:2). Всего в сезоне 2021/22 в КХЛ провёл 14 матчей и набрал два (1+1) очка, в ВХЛ за «Химик» провёл 27 матчей и набрал 15 (8+7) очков, а в МХЛ провёл семь матчей, набрав 12 (3+9) очков.
В апреле 2022 года вернулся в Северную Америку, где стал выступать за фарм-клуб «Каролины» — «Чикаго Вулвз» в АХЛ. 6 апреля 2022 года провёл свой дебютный матч в АХЛ против «Техас Старз» (4:2), в котором сделал передачу. В плей-офф АХЛ провёл 18 матчей и набрал шесть (1+5) очков при показателе полезности «+7». 25 июня 2022 года стал обладателем Кубка Колдера, вручаемый победителю плей-офф АХЛ. В сезоне 2022/23 в АХЛ набрал 46 (24+22) очков за 64 матча, став лучшим снайпером «Чикаго Вулвз».
5 января 2024 года дебютировал в НХЛ за «Каролину Харрикейнз» в матче против клуба «Вашингтон Кэпиталз» (6:2), в котором также забросил шайбу и отдал результативную передачу. Пономарёв стал пятым игроком в истории «Харрикейнз», которому удалось набрать минимум два очка в своём дебютном матче в лиге.
7 марта 2024 года был обменян в «Питтсбург Пингвинз» как часть сделки по обмену Джейка Генцела, где начал выступать за фарм-клуб «Уилкс-Барре/Скрантон Пингвинз» в АХЛ. 4 июня 2025 года права на Пономарёва в КХЛ перешли к омскому «Авангарду» в результате обмена. 11 июня 2025 года стал игроком «Авангарда», подписав контракт на три года.

## Карьера в сборной
Вызывался в сборные России разных возрастов. В ноября 2019 года был вызван в юниорскую сборную России для подготовки к мировому кубку вызова 2019 года. 15 декабря 2019 года вместе с юниорской сборной стал обладателем мирового кубка вызова 2019, на турнире провёл шесть матчей, в которых набрал восемь (4+4) очков.
10 августа 2019 года в составе юниорской сборной России выиграл Кубок Глинки / Гретцки. Провёл на турнире пять матчей, в которых набрал шесть (2+4) очков. 12 декабря 2020 года попал в окончательный состав на молодёжный чемпионат мира 2021 года. На МЧМ-2021 провёл семь матчей, набрав три (3+0) очка.
14 декабря 2021 года был включён в состав сборной на молодёжный чемпионат мира 2022 года. На турнире провёл два матча, после чего он был отменён из-за коронавирусной инфекции.

## Личная жизнь
В 2022 году в возрасте 20 лет женился на 32-летней телеведущей Юлии Лысенко. В феврале 2025 года Лысенко объявила о разводе с хоккеистом.

## Достижения
- Обладатель Мирового кубка вызова: 2019
- Обладатель Кубка Глинки / Гретцки: 2019
- Обладатель Кубка Колдера: 2022